# Ноттингемский университет в Малайзии
Ноттингемский Университет в Малайзии (англ. University of Nottingham Malaysia Campus) — один из самых известных и наиболее уважаемых университетов в Малайзии. Является филиалом Ноттингемского университета. Основан в 2000 году неподалёку от городка Семени, штат Селангор.
Один из основополагающих принципов UNMC является полное соответствие английским стандартам образования. После окончания университета, выпускники всех кампусов получают диплом единого образца, в котором не указано, где именно учился его обладатель. Обучение ведется в основном местными преподавателями. В университете работает большое количество иностранных (по обмену) специалистов. Особенностью университета является так называемая Mobility Program, по которой наиболее успевающие студенты могут временно перевестись в другие кампусы (в том числе в Англию, Ноттингем) по заниженной цене. В 2007 Ноттингем занял 70 место в списке самых лучших университетов в мире.

## История
В 1998 году Премьер-министр Малайзии дал указ Министру Высшего образования об открытии зарубежных университетов на территории Малайзии. В том же году начались переговоры между Министерством образования и представителями Ноттингемского университета
В сентябре 2000 г. филиал Ноттингемского университета в Малайзии принял первых студентов. Ноттингемский университет в Малайзии был первым зарубежным кампусом Британского университета за пределами Великобритании за всю историю Соединенного Королевства.
В сентябре 2005 г. состоялось открытие нового современного кампуса в 30 км южнее от столицы Куала-Лумпура. На сегодняшний день это ультра современный кампус, который вмещает более 4000 студентов и расположен на 101 акров земли у зеленых живописных холмов.

## Кампус
Университет расположен на 101 акре земли (0,41 км²) в городке Семени, штат Селангор, в 30 км от столицы Малайзии, Куала-Лумпур. Кампус состоит из административных зданий, учебных корпусов, лабораторий, библиотеки, общежитий, мечети и спортивного комплекса. Здания каждого факультета имеют свою окраску фасадов. Административные здания и учебные корпуса расположены вкруговую, а по центру находится амфитеатр и фонтан с подсветкой. Напротив главного входа в главное здание есть небольшое озеро, из которого выходит фонтан. 
На территории университета расположены 10 четырехэтажных зданий общежитий с различными комнатами. Все комнаты оборудованы необходимой мебелью, кондиционерами, холодильниками и беспроводным интернетом. На каждом этаже предусмотрена кухня и общая комната. Кроме того, за пределами кампуса есть одно университетское общежитие, а также множество домов, которые сдаются в аренду студентам.
Спортивный комплекс состоит из открытого бассейна олимпийских размеров, 2 теннисных кортов, 2 кортов для сквоша, 6 баскетбольных и волейбольных площадок, большого и маленького футбольных полей, тренажерного зала, кортов для бадминтона и нетбола, зала настольного тенниса, раздевалок и душевых кабинок. Также планируется строительство дополнительных спортивных объектов.
В здании Студенческого совета расположены офисы охраны, визы, информации для студентов, медицинский центр, комнаты отдыха, различные магазины, кафетерий с европейской и азиатской кухнями и кофейни В 2014 году открыты рестораны быстрого питания Subway и Secret Recipe.
На территории кампуса есть небольшая мечеть и комната для молитв для мусульман в одном из учебных корпусов, по пятницам университет предоставляет автобусы для поездки мусульман в город на пятничную молитву. Кроме того, недалеко от кампуса есть церковь и буддистский храм.

## Факультеты

### Подготовительная программа
Подготовительная программа (Foundation) это пред-университетская подготовка к дальнейшему обучению по специальности. На Подготовительную программу набираются абитуриенты с 11 летним средним образованием. Пред-университетская подготовка длится 1 академический год и готовит студентов по специальностям: искусство, бизнес и менеджмент, наука и инженерное дело. Цели Подготовительной программы:
- улучшить академические знания
- улучшить английский язык
- помощь в выборе факультета и специальности

### Факультет гуманитарных и социальных наук
Faculty of arts and social science - самый молодой и малочисленный факультет. Факультет включает следующие специальности:
- Школа английского языка (School of English)[9]
- Школа политики, истории и международных отношений (School of politics, hictory and international relations)[10]
- Школа образования (School of Education)[11]
- Школа иностранных языков и культур (School of Modern languages and cultures)[11]
- Школа бизнеса (Nottingham University Business School)[12]
- Школа экономики (School of Economics)[13]
- Школа прикладной психологии и менеджмента (Department of Applied Psychology and Management)[14]

Также на факультете открыт центр современных языков, где студенты со всех факультетов могут по желанию изучать французский, немецкий, итальянский, японский, китайский и испанский языки. 

### Инженерный факультет
Faculty of Engineering - самый многочисленный и развитый факультет Ноттингемского университета, разделен на четыре главные ветви — Chemical and Environmental Engineering; Civil Engineering; Electrical and Electronic Engineering; Mechanical, Materials and Manufacturing Engineering.
Ноттингем является лучшим выбором для студентов, заинтересованных в получении высококачественных практических, а также теоретических знаний в области инженерного дела.

### Факультет естественных наук
Faculty of Science. Данный факультет включает в себя:
- школу биотехнологий (School of Biosciences)[15]
- школу фармацевтики (School of Pharmacy)[16]
- школу компьютерных наук (School of Computer sciences)[17]
- школу психологии (School of Psychology)[18]
- школу биомедицинских наук (Shool of Biomedical Sciences)[19]
- школу географии (School of Geography)[20]

Ноттингемский университет неоднократно получал награды за инновации, а также инновационное развитие в плане биотехнологий и фармацевтики. В 2006 году кафедра фармацевтики Nottingham University была названа лучшей в Англии. На базе данного факультета открыты множество лабораторий и исследовательский центр для практических занятий и исследований. 

### Исследовательские центры и институты
- Институт исследований Азиатско-Тихоокеанских стран (Institute of Asia Pacific Studies)[22]
- Научно-исследовательский центр для будущих культур (Crops for the Future Research Centre)[23]
- Исследование начальной карьеры (Early Career Research Network)[24]
- "Знание без границ" (Knowledge Without Borders Network)[25]
- Центр по изучению Исламского финансирования и бизнеса (Centre for Islamic Business and Finance Research)[26]

## Зачисление в университет
Университет берет на себя все обязанности по приему студентов. Очень подробную информацию о порядке зачисления можно получить перейдя по ссылке (недоступная ссылка).

### Порядок поступления
Как правило, зачисление ведется в 3 этапа:
1. Абитуриент должен собрать все необходимые для зачисления документы, и отправить их в Admissions Office Ноттингемского университета(см. ниже). 

2. Университет рассматривает кандидатуру претендента в течение 14 дней. Если абитуриент имеет все необходимые характеристики для учёбы в Ноттингеме, ему высылается специальное письмо, которое удостоверяет статус будущего студента. В противном случае, абитуриенту приходит обычное письмо с отказом. 

3. После приезда в Малайзию, будущий студент проходит процедуру регистрации и инициирования, то есть получает все необходимое для учёбы (идентификационную карту, личный юзернейм и пароль, коды доступа). По окончании регистрации имя новоиспеченного студента добавляется в реестр. Учёба начинается через несколько дней после регистрации.

### Требования для зачисления
На данной странице  (недоступная ссылка) указаны необходимые характеристики для поступления в Ноттингем. Как правило, требования следующие:
1. Английский по системе IELTS (или аналогично по системе TOEFL — для Foundation 5.5, для Undergraduate 6.0, для Masters 7.0 и выше. 

Имеется лазейка для тех кто не имеет IELTS но обучался в английской школе или университете. Для этого необходимо предоставить Ноттингему специальную справку, которая подтвердит то, что вы обучались на английском языке. Подобную справку можно получить в месте обучения (такой вариант может подойти студентам из КИМЭП и, возможно КБТУ). 

2. Оценки из предыдущего места учёбы (для Foundation из школы, для Masters из университета) — минимум 75 % (средний бал более 4).

### Как поступить
Для поступления требуется отправить письмо в Admissions Office (недоступная ссылка). Письмо должно содержать следующую информацию:
1. Сканированную и заполненную аппликационную форму (недоступная ссылка). 

2. Сканированный паспорт, включая страницы с фотографией (разворот). 

3. Сканированную зачетку с оценками (сертификат об окончании школы). В случае если в зачетке нет английского перевода, необходимо также отослать переведенную (и заверенную в нотариусе) выписку. 

4. Желательно добавить дипломы, сертификаты, награды и т. п., любые документы которые могут подтвердить вашу ценность для Ноттингемского университета.